# Purpuricenus caucasicus
Purpuricenus caucasicus är en skalbaggsart som beskrevs av Th. Pic 1902. Purpuricenus caucasicus ingår i släktet Purpuricenus och familjen långhorningar. Inga underarter finns listade i Catalogue of Life.